# 陳銘樞
陳銘樞（1889年12月4日—1965年5月15日），字真如，男，廣東合浦（今属广西）客家人，中华民国二級上将，民革的创始人之一。曾任代理国民政府行政院院长，国民政府行政院副院长，国民政府交通部长，国民革命军第十一军军长，国民革命军总政治部主任，广东省政府主席，京沪卫戍总司令官，兼代理淞沪警备司令，国民革命军右翼集团军总司令。

## 生平

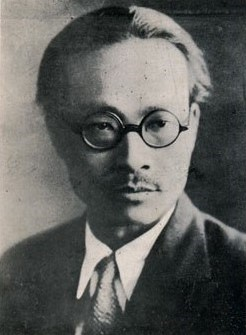
1930年代初期的陈铭枢

陳銘樞在光緒三十二年（1906）考入廣東陸軍小學堂，為該學堂第二期生，在學堂就讀期間加入中國同盟會。畢業後於宣統元年（1909）考入南京陸軍第四中學堂，就學期間同時擔任同盟會聯絡人，武昌革命爆發後，陳銘樞棄學追隨宋教仁赴武昌投入革命，編為中央第二敢死隊成員。民國二年（1913）考入保定軍校第二期，但是在隔年開學後即因打群架被勒令退學。退學後，陳銘樞赴日本法政學校就學，民國五年（1916）畢業返國。
陳銘樞返國後回到廣東省，加入反袁世凱的李耀漢肇軍部隊，擔任游擊營營長。在肇軍被舊桂系給擊敗後，陳銘樞所屬部隊並未潰散，而歸順舊桂系將領林虎麾下。第一次粵桂戰爭期間，陳銘樞在李耀漢的號召協助下將原先投降舊桂系的肇軍殘軍收攏擊敗舊桂系部隊，收復肇慶市，後舊桂系被擊敗撤回廣西省，陳銘樞與集結的前肇軍部隊也加入廣東省軍，成為粵軍第一軍第一師第四團，其麾下營長包括了陳濟棠、李時欽、謬培堃等人。同時兼任西江善後處處長。此後，陳銘樞與其上司鄧鏗成為廣東省內擁護孫中山的軍事將領，在鄧鏗遭到槍殺，粵軍第一軍指揮官陳炯明和孫中山決裂後，陳銘樞辭職到南京學佛。
在國民政府於民國十三年（1924）再度改組，孫中山回歸廣東，陳銘樞被鄧演達招攬返回廣東加入孫中山團隊，成為建國粵軍第一師（師長李濟深）第一旅旅長。並參與民國十四年（1925）的國民革命軍東征。東征勝利後，建國粵軍第一師改制為國民革命軍第四軍，軍長李濟深，第一旅更名為國民革命軍第10師，陳銘樞除擔任第10師師長職務外還兼任第四軍參謀長、副師長蔣光鼐。
國民革命軍北伐前的民國十五年（1926）3月，陳銘樞與白崇禧前往湖南省，與當時在省內鬥爭失敗的唐生智會面，並與唐生智達成合作共識。北伐正式啟動後，第四軍所屬的國民革命軍第10師、第12師（師長張發奎）、獨立團（團長葉挺）成為第二批進入湖南的增援部隊，加入國民革命軍第七軍、國民革命軍第八軍從湖南北攻的作戰線。在這條攻擊線上，第四軍的善戰被讚譽為「鐵軍」。北伐軍攻佔武漢後，國民革命軍第10師擴編為國民革命軍第十一軍，陳銘樞出任軍長兼兼武漢戍衛司令，但在寧漢分裂後，陳銘樞立場偏向南京政府一方，與主導武漢政府的軍事將領不合，因此其軍長被解職，由部屬張發奎接任，戍衛司令一職也被第八軍軍長唐生智所奪取。
被解職後的陳銘樞前往南京，擔任國民革命軍總政治部副主任、軍事委員會委員、江蘇省政務委員會委員等職務。寧漢合流後，在十一軍舊部擁戴陳銘樞返回重任軍長職務，並擔任東路軍指揮，對抗舊同事張發奎、黃琪翔發起的廣州張黃事變。張發奎則在一系列操作中失去軍力，最後失勢下野，陳銘樞則因此役戰功獲得中國國民黨中央政治會議廣州分會委員，為李濟深之下的重要幹部。在第二次北伐結束，東北易幟後國民革命軍進行整編，陳銘樞呼應號召辭去十一軍軍長職務。
民國十八年（1929）蔣桂戰爭爆發前，廣東系首腦人物李濟深曾試圖北上南京，協調南京政府與新桂系的摩擦，但遭到蔣中正算計長期軟禁在南京湯山，蔣中正在此時許諾陳銘樞與陳濟棠更多的政治權力，因此兩人並未反抗蔣中正的行徑，也因為李濟深長期離開廣東，陳銘樞成為廣東重要的政治首腦之一。中原大戰期間，在陳銘樞的指示下，前十一軍舊部接受南京政府指揮，並且將部隊擴編為國民革命軍第十九路軍。民國二十年（1931）中原大戰後，蔣中正因中華民國訓政時期約法的立法爭議（約法之爭）故技重施，將反對訓政約法的胡漢民軟禁湯山，為寧粵分裂，但這次蔣中正的操作遭到廣東籍國民政府政要大規模抵制，並爆發反蔣聲浪，在廣東省境抵制最強的包括了國民革命軍第八路軍指揮，同時也是其舊部陳濟棠。由於陳銘樞對南京的態度軟弱，最後陳銘樞辭職離廣，暫居香港。後在蔣中正的催促下返回國內，在第三次江西剿共戰爭擔任右翼集團軍司令，指揮十九路軍進行與中國共產黨軍的作戰。
由於九一八事變，南京與廣東暫時停止政爭，陳銘樞作為南京政府代表與廣東方面談判，談判結果是蔣中正退讓辭職下野，國民政府改組，寧粵合流。改組後國民政府主席由林森出任，陳銘樞出任京滬戍衛司令兼行政院副院長兼交通部長，率領十九路軍調往南京周邊區域。由於反蔣派大將汪精衛與蔣中正和解，陳銘樞辭去行政院副院長職務。
民國二十一年（1932），一·二八事變發生，陳銘樞指揮十九路軍對抗日本侵略，但是後續戰力不支退出上海一帶。5月淞滬停戰協定簽訂，蔣中正重新掌權，陳銘樞解任京滬戍衛司令一職，粵系政要陸續退出南京國民政府運作。十九路軍則調往福建省，投入第四次江西剿共戰爭，陳銘樞則於同年6月辭去交通部長職務，赴歐考察。
民國二十二年（1933），陳銘樞聯絡十九路軍的舊部屬，開始筹划反蔣戰爭。藉由潘漢年的溝通，十九路軍與中國共產黨達成停戰，陳銘樞則開始集結其舊部與上司李濟深等人至福建省，在福州組建「中華共和國人民革命政府」，并組織生產人民黨，任总书记，發動閩變。但閩變在民國二十三年（1934）初遭到南京國民政府指揮的中央軍鎮壓，十九路軍遭擊潰，中華共和國解散，陳銘樞與李濟逃往香港。1935年和李濟深等在香港組織中華民族革命同盟，持續進行反蔣活動。1937年1月8日，陳銘樞自歐洲回中國，抵香港:5333。在民國二十六（1937）蘆溝橋事變後，抗日戰爭全面爆發，陳銘樞在同年9月解散中華民族革命同盟返回國內，並開始在重慶與昆明等國府控制區串聯反蔣中正團體，持續進行反蔣政治運動。
民國三十二年（1943）8月，陳銘樞與李濟深、譚平山等人籌組三民主義同志聯合會，陳銘樞出任幹事。此後該團體逐步擴大，在民國三十七（1948）年餘香港成為中国国民党革命委员会（民革），陳銘樞出任民革中央常委。
1949年10月中華人民共和國成立後，陳銘樞作為民革代表出席中國人民政治協商會議，民革成為中國八个民主黨派之一。後中央人民政府委員、人大常委、政協常委等職。1957年反右运动中被劃為右派分子，被拔除所有職務。1965年病逝北京。
1978年，中共平反其指控罪名。